# Joni Kauko
Joni Kauko (Turku, 12 de julio de 1990) es un futbolista finlandés que juega en la demarcación de centrocampista para el Inter Kashi F. C. de la I-League.

## Selección nacional
Tras jugar con la selección de fútbol sub-16 de Finlandia, la sub-18, la sub-19 y la sub-21, finalmente hizo su debut con la selección absoluta el 22 de enero de 2012 en un encuentro amistoso contra Trinidad y Tobago que finalizó con un resultado de 2-3 a favor del combinado finlandés tras los goles de Riku Riski, Toni Kolehmainen y Mika Ääritalo para Finlandia, y de Mekeil Williams y Kevin Molino para Trinidad y Tobago.

## Clubes
| Club               | País      | Año       | Partidos | Goles |
| ------------------ | --------- | --------- | -------- | ----- |
| FC Inter Turku     | Finlandia | 2008-2012 | 123      | 12    |
| FC Lahti           | Finlandia | 2013      | 17       | 0     |
| FSV Frankfurt      | Alemania  | 2013-2015 | 51       | 3     |
| FC Energie Cottbus | Alemania  | 2015-2016 | 35       | 4     |
| Randers FC         | Dinamarca | 2016-2018 | 52       | 3     |
| Esbjerg fB         | Dinamarca | 2018-2021 | 97       | 24    |
| Mohun Bagan S. G.  | India     | 2021-2024 | 47       | 10    |
| Inter Kashi F. C.  | India     | 2024-     |          |       |

## Palmarés

### Campeonatos nacionales
| Título                       | Club                  | País      | Año  |
| ---------------------------- | --------------------- | --------- | ---- |
| Veikkausliiga                | FC Inter Turku        | Finlandia | 2008 |
| Copa de la Liga de Finlandia | FC Inter Turku        | Finlandia | 2008 |
| Copa de Finlandia            | FC Inter Turku        | Finlandia | 2009 |
| Copa de la Liga de Finlandia | FC Lahti              | Finlandia | 2013 |
| Superliga de India           | ATK Mohun Bagan F. C. | India     | 2023 |